# Sadako Yamamura
Sadako Yamamura (山村 貞子?, Yamamura Sadako) è la ragazza demone del romanzo Ring di Kōji Suzuki, che ha ispirato l'omonimo film di Hideo Nakata e il remake statunitense The Ring.
La seguente biografia è ricostruita attraverso i fatti narrati nel libro di Suzuki e nel terzo e ultimo film, Ring 0: The Birthday, della trilogia giapponese Ring, che ne costituisce il prequel.

## Biografia

### Nascita
Sadako nasce il 31 ottobre del 1947 da Shizuko Yamamura e da padre ignoto (una leggenda raccontata dagli anziani del suo villaggio la identificano come figlia di un demone, attribuendo a Shizuko il ruolo di sacerdotessa nera). Fin da bambina dà prova dei suoi straordinari poteri extrasensoriali, ma le sue profezie, immancabilmente seguite da fatti tragici, vengono interpretate come fonte di sciagura e disgrazie dagli abitanti del suo villaggio. Sadako ha ereditato i suoi poteri (resi infinitamente più potenti dalla sete di vendetta) dalla madre, con cui condivide il destino di emarginazione. Shizuko viene contattata da uno scienziato, il professor Ikuma, con cui avrà anche una relazione extramatrimoniale, che la porta con sé a Tokyo per studiare i suoi poteri. Sadako li segue e, durante una dimostrazione pubblica alla presenza della stampa, uccide per la prima volta: i giornalisti che assistevano all'esperimento accusano la madre di Sadako di essere una mistificatrice e Sadako, sentendo il dolore di sua madre per l'accusa, uccide il primo giornalista accusatore sotto gli occhi di tutti. La vicenda crea molto clamore e il professor Ikuma decise di smettere di fare esperimenti su Shizuko, riportando madre e figlia nel loro villaggio. Sempre più isolata, Shizuko si suicida. Dopo questa tragedia il professor Ikuma porta Sadako a Tokyo, accudendola come una figlia.

### Adolescenza
In una grande città Sadako ha modo di nascondersi agli occhi della gente e si costruisce una vita quasi normale, arrivando addirittura ad iscriversi, finite le superiori, in una compagnia teatrale. Ma in questo piccolo mondo trova nuovi persecutori, complice la fama che si crea attorno a lei quando conquista il suo primo ruolo da protagonista in seguito alla morte della prima attrice. Solo Tòyama, un tecnico del suono, difende Sadako, accecato dai sentimenti che prova per la ragazza.
La notizia della nuova carriera di Sadako arriva a Miyaji, una giornalista che sta indagando sul passato di Sadako e sulla morte misteriosa del giornalista durante la dimostrazione dei poteri di Shizuko, indagine intrapresa anche per motivi personali (Miyaji era la fidanzata di quel giornalista); per vendetta Miyaji mostra durante la prima dello spettacolo di Sadako una videocassetta registrata durante l'esperimento del professor Ikuma, in cui Sadako è accusata dagli altri giornalisti di avere ucciso con il pensiero. I membri della compagnia bloccano Sadako e la uccidono, spaventati dalle manifestazioni di poteri extrasensoriali scatenate dalla ragazza durante la visione della videocassetta (che portano alla morte del regista). Ma ecco il colpo di scena: durante l'adolescenza di Sadako a Tokyo Ikuma aveva continuato i suoi esperimenti sulla ragazza, riuscendo a scindere da lei un'entità assolutamente malvagia e demoniaca, dalle fattezze di eterna bambina.
Questa entità era stata successivamente rinchiusa e lo stesso Ikuma ne era custode.

### Morte
La morte della sua controparte "buona", scatena l'ira di Sadako, che massacra gli attori della compagnia teatrale e Miyaji (in realtà l'entità era stata sempre in grado di lasciare la sua prigione ed era stata sempre l'entità a provocare la morte della prima-attrice della compagnia).
A questo punto, Ikuma cerca di uccidere Sadako buttandola in un pozzo e sigillandolo, ma Sadako sopravvive alla caduta e resta imprigionata. Qui il demone diventa sempre più forte a causa dell'odio nei confronti delle persone che avevano fatto del male a Sadako e medita un'atroce vendetta nei confronti dell'umanità intera, che si concretizza decine di anni dopo nella creazione della videocassetta  maledetta, che in sette giorni conduce a morte certa chiunque la guardi.

## Sadako nei libri
Nei romanzi originali di Kōji Suzuki, la storia di Sadako è leggermente diversa, poiché è la figlia di Shizuko Yamamura e del professor Ikima, partorita dalla madre nella natale isola di Oshima, per evitare che si venisse a sapere della sua relazione con il professore (già sposato). Inoltre è un ermafrodita affetta dalla Sindrome di Morris dotata di poteri Esp molto sviluppati.
Successivamente, sarà portata a Tokyo dalla madre all'età di 9 anni, per poi tornare a Oshima dopo che la madre è stata accusata di essere una truffatrice, cosa che spingerà Shizuko al suicidio.
A differenza del film Sadako si trasferirà a Tokyo solo finite le superiori, dove entrerà in una compagnia teatrale, che in seguito lascerà dopo aver ucciso a distanza il direttore della compagnia che ha provato a violentarla.
La ragazza giunge quindi al sanatorio dov'è ricoverato il padre, ammalatosi di tubercolosi cercando di ottenere poteri paranormali gettandosi sotto cascate di acqua ghiacciata.
Sadako aveva un viso perfetto, era bellissima, per questo nel sanatorio attrae l'attenzione del dottor Nagao, malato di vaiolo che durante una passeggiata notturna nel bosco la violenta a causa della febbre dovuta alla malattia. E dopo, il dottore uccide la ragazza e ne getta il corpo in un pozzo vicino.
Tuttavia Sadako non muore subito, ed userà i propri poteri per trasferire delle immagini, mentali e non, sul nastro di una videocassetta. Immagini in grado di influenzare a livello inconscio chi la vede, in modo che il suo produca un virus (successivamente chiamato Virus Ring) simile al vaiolo (da cui Sadako è stata infettata da Nagao) a meno che non faccia una copia del video e lo mostri ad un altro.
Il virus ring subisce però una mutazione se il video viene visto da una donna durante il ciclo mestruale, fecondandola e dando alla luce in una settimana un clone di Sadako dotata degli stessi ricordi dell'originale, riducendo però la "madre" a un guscio vuoto privo di vita. Questo è ciò che accade a Mai Takano in Spiral, che darà alla luce una nuova Sadako (totalmente femminile, però) che aiuterà Ando a riavere suo figlio.

## Sadako nei videogiochi
- Sadako appare anche nel videogioco survival horror Dead by Daylight come killer acquistabile assieme al sopravvissuto Yoichi Asakawa. Il suo nome di gioco è L'Onryō.
- Sadako appare anche nel videogioco per Nintendo Switch Luigi's Mansion 3, all'interno di una delle camere nel piano a tema cinema. Benché il riferimento risulti evidente il volto del personaggio che esce dal pozzo ha un viso maschile, probabilmente per produrre un effetto comico.